# Milen Petkow
Milen Petkow (bułg. Милен Петков; ur. 12 stycznia 1974 roku w miejscowości Generał Toszewo) – bułgarski piłkarz występujący na pozycji defensywnego pomocnika. Obecnie gra w Czerno More Warna.

## Kariera klubowa
Milen Petkow zawodową karierę rozpoczynał w 1991 roku w zespole Dobrudża Dobricz. Przez pierwsze 2 sezony spędzone w tym klubie Bułgar pełnił rolę rezerwowego i wystąpił tylko w 6 spotkaniach, jednak w kolejnych rozgrywkach był już podstawowym zawodnikiem swojej drużyny. Razem ze swoim klubem Petkow występował w drugiej lidze bułgarskiej.
W trakcie sezonu 1994/1995 Petkow przeniósł się do CSKA Sofia. W 1997 roku zdobył z nim tytuł mistrza Bułgarii. Dwa razy wywalczył natomiast Puchar Bułgarii – w 1997 i 1999. W barwach CSKA Petkow wystąpił łącznie w 122 meczach ligowych i zdobył 16 goli. W linii pomocy grał między innymi z takimi zawodnikami jak Anatoli Nankow, Georgi Jordanow, Bonczo Genczew, Krassimir Czomakow i Asen Bukarew.
Podczas rozgrywek 1999/2000 Petkow trafił do Grecji, gdzie został zawodnikiem AEK–u Ateny. W ekipie „Enosis” spędził niecałe 6 sezonów. W ich trakcie nie zawsze mógł liczyć na grę w wyjściowym składzie, jednak na boisku pojawiał się regularnie. W 2000 i 2002 roku Petkow razem ze swoją drużyną sięgnął po puchar kraju. Po zakończeniu sezonu 2005/2006 bułgarski pomocnik zdecydował się zmienić klub. Pozostał jednak w Atenach i podpisał kontrakt z Atromitosem. W 2 kolejnych sezonach zawodnik reprezentował już barwy Ilisiakosu.
Latem 2008 roku Petkow powrócił do kraju, gdzie został graczem Czerno More Warna.

## Kariera reprezentacyjna
W reprezentacji Bułgarii Petkow zadebiutował w 1997 roku. Następnie Christo Bonew powołał go kadry na Mistrzostwa Świata 1998. Na mundialu tym Bułgarzy zostali wyeliminowani już w rundzie grupowej, a sam Petkow nie rozegrał ani jednego spotkania. 6 lat później bułgarski piłkarz znalazł się w 23–osobowej kadrze Płamena Markowa na Euro 2004. Na turnieju tym Bułgarzy nie zdobyli żadnego punktu i ponownie zajęli ostatnie miejsce w swojej grupie. Na mistrzostwach Petkow wystąpił w 2 meczach. W pojedynku z Danią (0:2) w 81. minucie zastąpił Zorana Jankovicia, a w spotkaniu przeciwko Włochom (1:2) rozegrał pełne 90 minut.

## Kariera szkoleniowa
We wrześniu 2009 roku Petkow został asystentem nowego trenera Czerno More Warna Welizara Popowa.